# A Tribute for the Negro
A Tribute for the Negro: being a vindication of the moral, intellectual, and religious capabilities of the coloured portion of mankind; with particular reference to the African race (« Un hommage au nègre : justification des capacités morales, intellectuelles et religieuses de la partie colorée de l'humanité ; avec une référence particulière à la race africaine ») (1848), écrit par  Wilson Armistead (en) (1819-1868), un abolitionniste britannique basé à Leeds est un ouvrage qui a publié des actes d'accusation de racisme scientifique, ainsi que d'esclavage, et comprenait des biographies d'anti-esclavagistes notoires dont Henry Highland Garnet et Phyllis Wheatley, C'est l'un des nombreux livres anti-esclavagistes publiés dans les années 1800 par des réformateurs sociaux. Le livre est dédié à James Pennington, Frederick Douglass, Alexander Crummel, « ainsi qu'à de nombreux autres nobles exemples de l'humanité élevée du nègre ». Le but du traité était de présenter des preuves des réalisations des Afro-Américains en soutien de leur cause.

## Réception
Frederick Douglass a eu une réaction mitigée à la suite de la publication du livre : il était mécontent parce que l'image incluse le représentant avait été retouchée pour le faire apparaitre souriant. Dans sa revue de 1849, publiée dans le North Star, il critique également d'autres illustrations du livre, déclarant que des artistes blancs ne pouvaient pas créer de « portraits impartiaux » d'Afro-Américains,. Dans l'ensemble, Douglass estimait que la médiocrité des images réduisait l'impact du message du texte. Dans les éditions ultérieures du livre, l'image de Douglass est changée pour la remplacer par une représentation créée par un graveur américain plutôt que britannique.
En 1883, le livre a été décrit par The Atlantic comme « encyclopédique » dans sa couverture des réalisations afro-américaines.

## Historiographie
L'historien Herman E. Thomas a souligné l'importance du livre en tant que texte fournissant des exemples positifs de la vie afro-américaine. Néanmoins, l'historienne Jasmine Cobb a décrit comment la piètre représentation des Afro-Américains dans des œuvres telles que A Tribute for the Negro a perpétué des idées fausses à leur sujet auprès du public, malgré les intentions positives des auteurs. Le critique et historien Henry Louis Gates Jr. a catégorisé les représentations du livre comme une série de caricatures racistes que Douglass avait déjà pointé. Julia Sun-Joo Lee a montré que la critique des portraits en Grande-Bretagne provenait de Charles Dickens, bien qu'il ne soit pas clair si ses objections étaient les mêmes que celles de Douglass ou reposaient davantage sur une exotisation de Douglass et d'autres abolitionnistes noirs qui étaient populaires à l'époque.